# Nail Muchamiedjarow
Nail Narimanowicz Muchamiedjarow (ros. Наиль Нариманович Мухамедьяров; ur. 8 grudnia 1962 w Lenińsku, ob. Asaka) – uzbecki sztangista reprezentujący Związek Socjalistycznych Republik Radzieckich, srebrny medalista olimpijski (1988) oraz wicemistrz świata (1990) w podnoszeniu ciężarów.

## Osiągnięcia

### Letnie igrzyska olimpijskie
- Seul 1988 –  srebrny medal (waga średniociężka)

### Mistrzostwa świata
- Budapeszt 1990 –  srebrny medal (waga ciężka)

### Mistrzostwa Związku Radzieckiego
- 1985 –  srebrny medal (waga półciężka)
- 1988 –  złoty medal (waga średnia)
- 1990 –  srebrny medal (pierwsza waga ciężka)
- 1991 –  srebrny medal (pierwsza waga ciężka)

### Letnia Spartakiada Narodów ZSRR
- 1991 –  srebrny medal (pierwsza waga ciężka)

### Puchar Związku Radzieckiego
- 1986 –  złoty medal (waga półciężka)